# Белк (Сілезьке воєводство)
Белк (пол. Bełk, нім. Belk) — село в Польщі, у гміні Червьонка-Лещини Рибницького повіту Сілезького воєводства.
Населення — 3532 особи (2011).

## Демографія
Демографічна структура станом на 31 березня 2011 року:
|          | Загалом | Допрацездатний вік | Працездатний вік | Постпрацездатний вік |
| -------- | ------- | ------------------ | ---------------- | -------------------- |
| Чоловіки | 1726    | 341                | 1191             | 194                  |
| Жінки    | 1806    | 353                | 1039             | 414                  |
| Разом    | 3532    | 694                | 2230             | 608                  |